# Фельдкірхен-Вестергам
Фельдкірхен-Вестергам (нім. Feldkirchen-Westerham) — громада в Німеччині, розташована в землі Баварія. Підпорядковується адміністративному округу Верхня Баварія. Входить до складу району Розенгайм.
Площа — 52,24 км2. Населення становить 10 999 ос. (станом на 31 грудня 2020).